# Sepedon ruficeps
Sepedon ruficeps är en tvåvingeart som beskrevs av Becker 1922. Sepedon ruficeps ingår i släktet Sepedon och familjen kärrflugor. Inga underarter finns listade i Catalogue of Life.